# Berzo San Fermo
Berzo San Fermo [ˈbɛrʦo saɱˈfermo] (Bèrs San Firèm in dialetto bergamasco) è un comune italiano di 1 435 abitanti della provincia di Bergamo in Lombardia. Situato su un piccolo altipiano alla sinistra orografica del fiume Cherio, in val Cavallina, dista circa 22 chilometri a est dal capoluogo orobico.
Secondo lo Statuto comunale non ci sono frazioni. Infatti vengono riconosciute diverse località, tra le quali Bescasolo Alta, Pugna e Quaglia.
Il comune fa parte della comunità montana della val cavallina.

## Geografia fisica

### Territorio

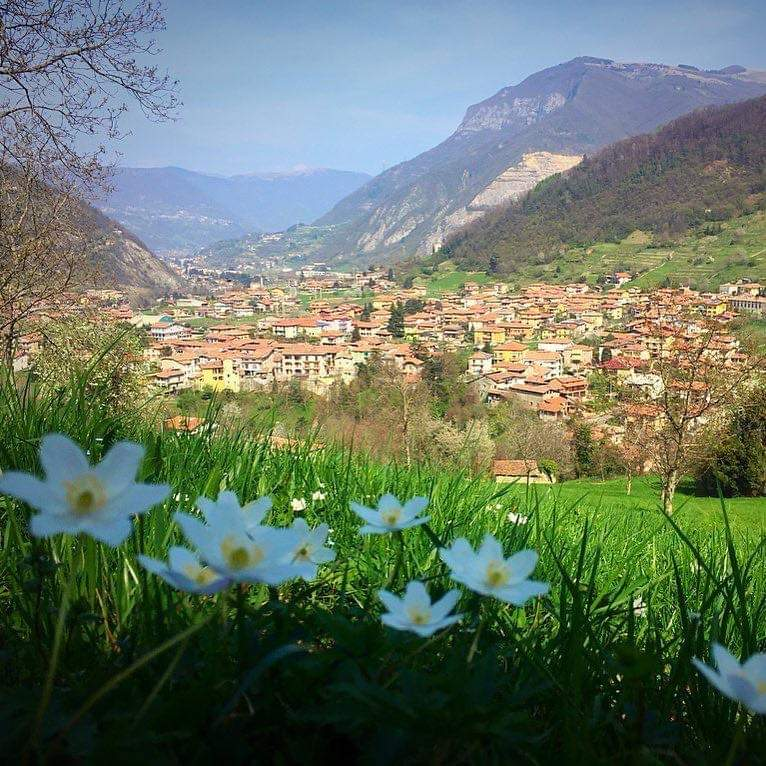
Foto di berzo presa dall'alto

Il paese si trova sopra un altopiano, nella parte destra dalla valle sopra Borgo di Terzo, circondato dai monti della Val Cavallina, a sud dal Colle la Guina (650 mt.), a est dal Monte Costa dei Ronchi (727 mt.), a nord-est dal Monte di Grone (1192 mt.) e a nord dal Monte Fossana (600 mt.).

## Storia
Il primo documento che attesta l'esistenza del paese risale all'anno 774, quando il toponimo è citato nel Testamento di Taidone.
È quindi il medioevo l'epoca che offre maggior documentazione storica, con innumerevoli resti di fortificazioni e costruzioni, spesso inglobate in costruzioni private molto più recenti. Questa importanza era data dalla posizione del borgo, sorto in un punto sovente utilizzato come sosta dagli eserciti di passaggio dalla valle Cavallina.
In tempi più recenti, all'inizio del XX secolo, il paese fu unito ai vicini comuni di Borgo di Terzo, Vigano San Martino e Grone, assumendo la denominazione di Borgounito, mantenuta fino al 1948 quando i comuni vennero nuovamente scissi.

### Simboli
Lo stemma e il gonfalone sono stati concessi con decreto del presidente della Repubblica dell'8 novembre 1993.
Il gonfalone è un drappo partito di bianco e di rosso.

## Monumenti e luoghi d'interesse

### Architetture religiose
Le chiese sono riconducibili al medioevo: quella intitolata a santo Stefano, situata vicino al confine con il comune di Grone, è stata costruita in più riprese, ma il nucleo originale risale all'XI secolo. All'interno della chiesa vi è un affresco raffigurante il m
Martirio di santo Stefano.
La chiesa parrocchiale, intitolata ai santi Fermo e Rustico, è databile attorno al XIV secolo, anche se la tradizione racconta che questa fu costruita su una piccola cappella nella quale, cinque secoli prima, sostarono i corpi dei santi a cui è dedicata.
Ampliata a più riprese nel XVII secolo, fu abbellita con dipinti di Gian Paolo Cavagna (tra cui il Martirio dei santi Fermo e Rustico), di Francesco Lorenzi, Gianbettino Cignaroli, e Federico Ferrario.
Una curiosità: la tradizione tramanda la leggenda che vuole l'imperatore Massimiliano di passaggio in questi luoghi. Questo si fermò presso la chiesa del paese al fine di chiedere intercessione ai santi patroni Fermo e Rustico, affinché guarissero i suoi cavalli dall'epidemia che li aveva colpiti. E l'intercessione avvenne.

## Società

### Evoluzione demografica
Abitanti censiti